# Viljujsk
Viljujsk (rusky Вилюйск, jakutsky Бүлүү – Bülüü) je město v Saše v Ruské federaci. Žije zde přibližně 10 tisíc obyvatel.

## Poloha
Viljujsk leží v Středojakutské nížině na severním břehu Viljuje, levého přítoku Leny. Od Jakutsku, hlavního města republiky, je vzdálen 535 kilometrů severozápadně.
Viljujsk má přímé silniční spojení na východ do Jakutsku a na západ do Ňurby.